# Lo scoiattolo
Pour plus de détails, voir Fiche technique et Distribution.
Lo scoiattolo (littéralement : L'écureuil, en turc : Mücevher Hırsızları, littéralement : Voleur de bijoux) est un film policier italo-turc sorti en Turquie en 1979 et en Italie en 1981, réalisé par Guido Zurli.

## Synopsis
Une rivière de diamants est exposée pour une vente aux enchères. Elle est convoitée par plus d'un voleur de talent. Avant l'achat, une première tentative échoue, par la prudence des gardes qui ne laissent pas Zora, le mannequin qui présente les bijoux, s'isoler avec aux toilettes. Après la vente, le propriétaire fait une longue traversée, pendant laquelle un fameux voleur, Scoiattolo/Sincap (l'Ecureuil), parvient à se procurer dans la cabine du dit propriétaire les plans de la banque où la collection de bijoux tout entière sera entreposée. Bien entendu, lors de l'escale à Istanbul, toutes les précautions sont prises pour éviter le vol, et la collection est entreposée dans une banque à toute épreuve. Mais c'est un jeu d'enfant pour l'Ecureuil : il s'empare de l'ensemble et le cache dans le sac de sa fille Yasmine, qui se trouve être la compagne de croisière du propriétaire. Pas de chance, Yasmine se fait voler son sac par Daniel Murat, un autre voleur, qui avait deviné l'astuce. Yasmine et son père l'Ecureuil sont obligés de se mettre en chasse de Murat. Celui-ci essaie de revendre son larcin à des acheteurs qui essaient de le rouler. Déguisée en princesse qatarie, Yasmine approche Murat, qui semble tomber amoureux d'elle. Cela permet aux acheteurs mal intentionnés de faire pression sur Murat pour qu'il révèle où il a caché les bijoux : dans les toits de Sainte Sophie. Entendant cette révélation, l'Ecureuil se précipite au lieu indiqué pour les récupérer avant les autres, et revend les bijoux au propriétaire. La dernière scène présente le propriétaire ayant récupéré son bien et à nouveau approché par Yasmine... pour se faire voler à nouveau ?

## Fiche technique
- Titre original italien : Lo scoiattolo
- Titre original turc : Mücevher Hırsızları
- Genre : Aventure, thriller et action
- Réalisation : Guido Zurli
- Scénario : Erdogan Tünas, Guido Zurli, Fuat Özlüer
- Musique : Walter Rizzati
- Pays de production :  Italie,  Turquie
- Durée : 87 min
- Photographie : Antonio Modica

## Distribution
- Gülşen Bubikoğlu : Yasmine Scoiattolo/Sincap (Ecureuil)
- Bulut Aras : Daniel Murat
- Karin Schubert : Zora
- Edmund Purdom : Robert Scoiattolo/Sincap (Ecureuil)
- Attilio Severini
- Paolo Carlini
- Giovanni Scognamillo
- Kenan Pars
- Ilhan Hemseri
- Atilla Ergün
- Nejat Gürçen
- Osman Han
- Muammer Gözalan
- Turgut Özatay
- Hakki Kivanç
- Süheyl Egriboz
- Kudret Karadag
- Tanju Gürsu